# Folclorul muzical românesc
Folclorul muzical românesc cuprinde toate creațiile culturii spirituale populare românești din domeniul artei sunetelor. Se face referire la moștenirea muzicală a românilor de la sat din totdeauna și a popoarelor din care ei au luat naștere. Articolul de față se referă la folclorul de pe teritoriul actual al României (cu puține excepții, create de modificarea hotarelor de-a lungul istoriei). Etniile creatoare de folclor studiate în articol sunt, în cea mai mare parte, vorbitorii de dialecte românești (nord-dunărean, dar și – în limita cercetărilor efectuate – aromân și meglenoromân).
Folclorul muzical din România poate fi tratat din perspectiva a două științe apropiate: folcloristica și etnomuzicologia. În zilele noastre, folcloristica numără doar câteva școli naționale; între ele, o poziție semnificativă e ocupată de cea românească. Multe alte școli au adoptat în loc etnomuzicologia, disciplină care s-a extins spectaculos în lumea occidentală a celei de-a doua jumătăți a secolului XX. În vreme ce folcloristica se concentrează pe studii monografice făcute în interiorul unei etnii, etnomuzicologia se preocupă de studiul comparat între națiuni. Astfel, în funcție de perspectiva cuvenită, folclorul muzical din România se va încadra fie între muzicile „folclorice” ale altor naționalități, fie între celelalte ramuri de folclor românesc. Indiferent care dintre cele două căi este urmată mai întâi, categoriile obținute sunt înglobate în folclorul universal.
Dacă etnomuzicologia este apanajul secolului XX, folcloristica nu are decât 50 de ani în plus de vechime; în perioada fondării disciplinei, cercetătorii s-au raportat mai întâi la literatura și muzica tradițională. Pentru acest motiv, nu putem vorbi de o dată diferită la care s-ar fi născut folcloristica muzicii. Putem numi, însă, folcloristica modernă (deci, valabilă astăzi în întregime, fără rețineri pricinuite de instabilitatea materialelor culese și a concluziilor obținute) doar în momentul în care s-a cristalizat o metodologie obiectivă, capabilă să opereze cu mari conținuturi de informații. Acea metodologie cuprinde principii, metode și o tipizare a studiilor folclorice. Anume, există trei tipuri (sau etape): culegerea de materiale, clasificarea și interpretarea lor.
Sub delimitarea folcloristicii, folclorul muzical constituie o ramură a creației tradiționale românești, alături de: folclorul literar, dans și teatrul popular.
Pentru a cataloga componentele folclorului, în studiile de specialitate se recurge adeseori la termeni precum „gen” și „specie”. Cum nu s-a putut stabili exact „întinderea” fiecăruia și ambiguități continuă să existe, vom aplica recomandarea folcloristului Gheorghe Oprea, de a numi toate aceste componente sub denumirea unică de „categorii”, fără a lăsa loc vreunei ierarhii.

## Istoria folclorului și a folcloristicii
Folcloristica este o știință tânără; însuși termenul din care provine s-a stabilit în a doua jumătate a secolului XIX (după ce a fost propus pentru prima oară de arheologul englez William Thoms în 1846). Venind spre zilele noastre, noțiunea de folclor a avut deschideri variabile, determinate de teoriile și influențele politice ale vremii; abia în ultimele decenii, folclorului i-au fost atribuite teritorii mai bine delimitate. Stabilirea unor granițe pentru obiectul de studiu al folcloristicii a fost îngreunată de intersectarea cu alte discipline apropiate (de exemplu, etnologia).
În vreme ce din Antichitate a existat interesul pentru aspecte ale culturii muzicale „orale” în spațiul geografic al românilor de astăzi, stabilirea unor criterii de studiu științifice desemnează un proces îndelungat, care se poate descrie în trei etape:
- mărturii incidentale, eterogene referitoare la arta muzicală a popoarelor proto-românești sau românești, scrise din cele mai vechi timpuri până pe la mijlocul secolului XIX, când se va manifesta un interes nemaiîntâlit, care aduce primele clasificări ale fenomenului
- entuziasmul romantic și popularitatea câștigată de subiectul identității naționale aduc primele încercări de structurare a cunoștințelor de folclor (deceniile 1850-1870)
- punctul de vedere științific (după 1870), care așază argumentele dobândite în primele două perioade, plus altele obținute acum, în contextul unei noi discipline.